# Мятежник, мятежник
«Мятежник, мятежник» (англ. «Rebel Rebel») — второй эпизод седьмого сезона американского драматического телесериала «Родина», и 74-й во всём сериале. Премьера состоялась на канале Showtime 18 февраля 2018 года.

## Сюжет
Кэрри (Клэр Дэйнс), с помощью камер видеонаблюдения, видит, как неизвестная женщина (Сандрин Холт) входит в дом Уэллингтона. Стремясь идентифицировать её, она публикует снимок женщины на сайте 4chan, запрашивая, может ли кто-нибудь опознать её. На этот пост отвечает хакер и обманом заставляет Кэрри загрузить файл, который заражает её ноутбук вирусом-вымогателем. Её файлы зашифрованы, и чтобы разблокировать их, компьютер требует $5 000.
Бретт О'Киф (Джейк Уэбер), которого укрывает семья Элкинсов, транслирует свой очередной выпуск, обвиняя президента Кин в том, что она как-то причастна к смерти генерала Макклендона. Кин (Элизабет Марвел) обеспокоена общественным восприятием, так как она согласна с тем, что смерть Макклендона выглядит подозрительно. Уэллингтон (Лайнус Роуч) убеждает Кин выступить с его предложением: освободить 200 федеральных служащих, которые были арестованы, и назначить Сола (Мэнди Патинкин) советником по национальной безопасности. Первым заданием Сола от Уэллингтона стало наблюдение за охотой на О'Кифа.
Максу (Мори Стерлинг) не удаётся исправить ноутбук Кэрри. Пока они говорят об этом, к их разговору присоединяется хакер, говоря, что он слушал их с помощью микрофона в ноутбуке. Он также начинает повышать сумму, необходимую для разблокировки компьютера. Макс уходит, а Кэрри разговаривает с хакером, который угрожает обнародовать доказательство слежки за Уэллингтоном. Не имея при себе денег, чтобы заплатить выкуп, Кэрри импровизирует и пытается соблазнить хакера, делая стриптиз на свою веб-камеру. Некоторое время спустя, Кэрри настаивает на личной встрече. Когда они встречаются, Кэрри манит хакера сексуальным контактом, но когда он подходит ближе к ней, она бьёт его головой, а затем атакует его с помощью телескопической дубинки, которую она спрятала в своём ботинке. Кэрри заставляет хакера разблокировать её ноутбук и угрожает убить его, если он снова вздумает что-то провернуть с ней.

## Производство
Режиссёром эпизода стала исполнительный продюсер Лесли Линка Глаттер, а сценарий написали исполнительные продюсеры Патрик Харбинсон и Чип Йоханнссен.

## Реакция

### Реакция критиков
Эпизод получил рейтинг 71% на сайте Rotten Tomatoes на основе семи отзывов.
Критика была направлена на основную сюжетную линию Кэрри по поводу сомнительного импорта. Скотт фон Довяк из «The A.V. Club» дал эпизоду оценку «B-», сказав о линии с Кэрри: «То, что показывают, настолько напряжённо, насколько это возможно, главным образом потому, что режиссёр Лесли Линка Глаттер — профессионал... но всё равно трудно избавиться от ощущения, что всё это совершенно не нужно». Ширли Ли из «Entertainment Weekly» также дала эпизоду оценку «B-», и у неё был похожий тезис: «Здорово видеть Кэрри в действии, но были ли нужно то, что мы видели? Приблизило ли это нас к финалу этого сезона?»

### Рейтинги
Во время оригинального показа, эпизод посмотрели 1.12 миллиона зрителей.